# NGC 5478
NGC 5478 (другие обозначения — UGC 9034, MCG 0-36-19, ZWG 18.55, UM 636, IRAS14055-0127, PGC 50430) — спиральная галактика с перемычкой (SBbc) в созвездии Дева.
Этот объект входит в число перечисленных в оригинальной редакции «Нового общего каталога».